# Marco Kunst
Marco Kunst (* 9. Juni 1966 in Vlissingen) ist ein niederländischer Schriftsteller.
Kunst lebt in Amsterdam, wo er nach einem Philosophiestudium als Privatdozent und freier Lektor für verschiedene Verlage arbeitet. Sein phantastischer Jugendroman Gewist wurde unter dem Titel Gelöscht ins Deutsche übersetzt.

## Werke (Auswahl)
- Vlieg!, illustriert von Philip Hopman, Lemniscaat, 2013
  - deutsch: Flieg! Übersetzt von Rolf Erdorf, Gerstenberg, Hildesheim, 2015, ISBN 978-3-8369-5828-8.
- De sleuteldrager. Lemniscaat, Rotterdam 2012, ISBN 90-47704-33-9.
  - deutsche Übersetzung von Rolf Erdorf: Der Schlüsselträger und die grauen Könige. Gerstenberg, Hildesheim 2013, ISBN 978-3-8369-5734-2.
- Isa's droom. Querido, Amsterdam 2008, ISBN 978-90-451-0608-3.
  - deutsche Übersetzung von Rolf Erdorf: Isas Traum. Gerstenberg, Hildesheim 2010, ISBN 3-8369-5304-8.
- Gewist. Querido, Amsterdam 2004, ISBN 90-451-0067-3.
  - deutsche Übersetzung von Rolf Erdorf: Gelöscht. Gerstenberg, Hildesheim 2005, ISBN 3-8067-5089-0.
- Gerrit Alberts. Hapax, Den Haag 2002, ISBN 90-76768-21-8.
- De genietmachine. SUN, Nimwegen 1999, ISBN 90-6168-669-5.
- De markies van Scharrebak. Stichting Kunstuitleen Zeeland, Middelburg 1998, ISBN 90-6354-088-4.

## Auszeichnungen
- 2007: Charlotte Köhler Stipendium für Gewist
- 2013: Vlag en wimpel für De sleuteldrager
- 2014: Vlag en wimpel für Vlieg!

### Nominierungen
- 2015: Halewijnpreis